# Carlos Enrique Rentería
Carlos Enrique Rentería Olaya (Buenaventura, 5 luglio 1995) è un calciatore colombiano, centrocampista dell'SLNA.

## Carriera
Ha giocato nella massima serie dei campionati colombiano e brasiliano.

## Palmarès

### Club

#### Competizioni nazionali
- Súper Liga: 1

Deportivo Cali: 2014
- Campionato colombiano: 2

Deportivo Cali: 2015-I
Deportes Tolima: 2018-I